# Batalha de Cananor
A Batalha de Cananor ocorreu em 1506 ao largo do porto de Cananor na Índia, entre a frota indiana do Samorin e uma frota portuguesa liderada por Lourenço de Almeida, filho do vice-rei Francisco de Almeida.
A frota indiana, composta por cerca de 200 navios equipados com canhões fabricados com a ajuda de dois italianos de Milão, a tripulação era formada por hindus, árabes e turcos. Soldados do Império Otomano também estavam participando do lado indiano.
Este encontro terminou com a vitória portuguesa. Esta batalha foi seguida por outro sucesso português no Cerco de Cananor em 1507, mas, em seguida, uma derrota portuguesa na Batalha de Chaul em 1508.